# ديوغو سانتوس رانغل
ديوغو سانتوس رانغل (بالبرتغالية: Diogo Santos Rangel‏) (19 أغسطس 1991 بساو باولو في البرازيل - ) هو لاعب كرة قدم برازيلي في مركز الدفاع. شارك مع منتخب تيمور الشرقية تحت 21 سنة لكرة القدم ‏ ومنتخب تيمور الشرقية تحت 23 سنة لكرة القدم ومنتخب تيمور الشرقية لكرة القدم. أما مع النوادي، فقد لعب مع أتلتيكو براغانتينو ونادي بالميراس ونادي سريويجايا ونادي فاسكو دا غاما وJumpasri United F.C. ‏ وSongkhla United F.C. ‏ ونادي غانغوون ودايجون هانا سيتزن وGresik United F.C. ‏.

## روابط خارجية
- ديوغو سانتوس رانغل على موقع دوري كوريا الجنوبية (الإنجليزية)
- ديوغو سانتوس رانغل على موقع قاعدة بيانات كرة القدم.إي يو (الإنجليزية)
- ديوغو سانتوس رانغل على موقع ناشيونال فوتبول تيمز (الإنجليزية)
- ديوغو سانتوس رانغل على موقع Soccerway.com (الإنجليزية)